# La Vacheresse-et-la-Rouillie
La Vacheresse-et-la-Rouillie település Franciaországban, Vosges megyében. Lakosainak száma 128 fő (2022. január 1.). La Vacheresse-et-la-Rouillie Crainvilliers, Martigny-les-Bains, Saint-Ouen-lès-Parey és Sauville községekkel határos.

## Népesség
A település népességének változása:
| Lakosok száma | 136  | 133  | 129  | 125  | 122  | 120  | 117  | 123  | 128  |
|               | 2013 | 2015 | 2016 | 2017 | 2018 | 2019 | 2020 | 2021 | 2022 |